# Vasas-szakadék
A Vasas-szakadék a Visegrádi-hegységben, Szentendre határában, a Cseresznye-hegy északi oldalán, nagyjából 310 méter tengerszint feletti magasságban található.

## Megközelítése
A szentendrei római katonai tábor felől a zöld sáv jelzésű, majd a sárga omega turistaúton közelíthető meg. De el lehet érni a Kő-hegyi, vagy Lajos-forrási turistaháztól is a sárga sáv jelzés mentén.

## Kialakulása
Az agyagos andezittufára települt agglomerátumba addig mélyült a Cseresznyés-árok (vagy Sás-völgy) patakja, amíg átvágta azt és beleharapott az agyagos andezittufába is. Így meggyengült a keményebb réteg alátámasztása és a sikamlóssá váló agyagos lejtőn megcsúszott, hátrahagyva a hasadékrendszert.

## Leírása
Mintegy 250 méter hosszan követhető. Hozzávetőleg kelet–nyugat irányú. A hasadékok nagy része a felszínen is jól látszik, de radioesztéziás módszerrel követhető még a takart részeken is. Így kiderült, hogy a főhasadékkal párhuzamosan és abból enyhe szögben kiágazva, valamint az egész rendszert keresztezve is vannak még hasadékok.

## Barlangjai
A szentendrei római katonai tábor felől a zöld sáv jelzésű, majd a sárga omega turistaúton is megközelíthetők. Ezen az útvonalon először a Vasas-szakadéki 4. sz. barlang található, közvetlen az erdei út szélén. Innen a további barlangok a Vasas-szakadéki 1. sz. barlang, a Vasas-szakadéki 2. sz. barlang és a Vasas-szakadéki 3. sz. barlang.
- Vasas-szakadéki 1. sz. barlang (hasadékkal kezdődik)
- Vasas-szakadéki 2. sz. barlang
- Vasas-szakadéki 3. sz. barlang (a legnyugatibb)
- Vasas-szakadéki 4. sz. barlang (az erdei út közvetlen szélén, legkeletibb)
- Vasas-szakadék kis ürege